# قرة تبة (آق التين)
قرة تبة (بالفارسية: قره‌تپه) هي قرية تقع في إيران في غلستان. يقدر عدد سكانها بـ 435 نسمة بحسب إحصاء 2016.